# Kopfsalat

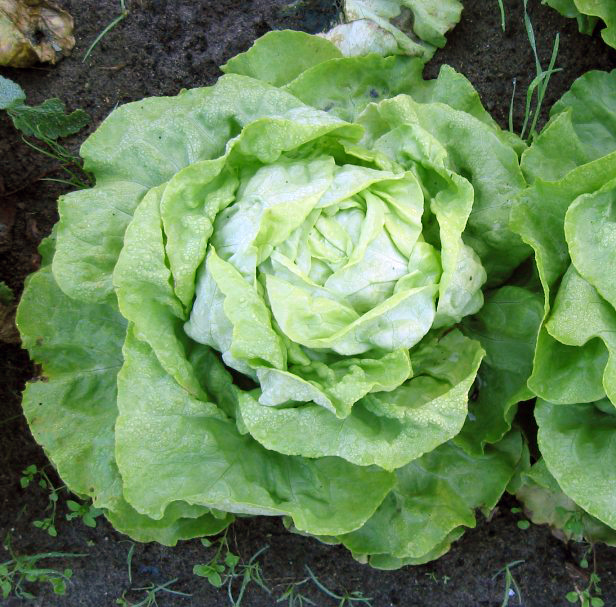
Kopfsalat

Kopfsalat, in Österreich auch Häupt(e)lsalat genannt, (Lactuca sativa Butterhead-Gruppe, Syn. Lactuca sativa var. capitata L.) ist eine Sortengruppe des Gartensalats (Lactuca sativa). Die Sprossachse ist stark gestaucht, so dass die Blätter einen dichten, rundlichen „Kopf“ bilden. Verzehrt werden beim Kopfsalat die Blätter meist roh.

## Beschreibung
Die generellen Eigenschaften des Kopfsalats gleichen denen der anderen Gartensalate: Es sind ein- bis zweijährige Pflanzen mit langer Pfahlwurzel, die zunächst eine grundständige Blatt-Rosette bilden, später erscheint der verzweigte Blütenstand mit zahlreichen gelben Blüten.
Bei der Sortengruppe des Kopfsalats ist die Sprossachse stark gestaucht, so dass die stängelumfassenden Blätter dicht beieinander sitzen, sich überlappen und einen geschlossenen Kopf bilden. Die Form ist etwas abgeflacht, die äußeren Blätter sind nach außen gebogen. Die Blätter sind meist breiter als lang, runzlig, die Oberfläche ist weich und fühlt sich leicht ölig an. Die meisten Sorten besitzen grüne Blätter, es gibt aber auch rötliche und gelbliche. Zur Blütezeit verlängert sich die Sprossachse stark. Es gibt Sorten, die unter Langtagbedingungen schnell Blüten bilden; andere behalten auch im Sommer ihre geschlossene Form bei.

## Geschichte
Der Kopfsalat soll vom wilden Lattich (Lactuca serriola) abstammen, einer Steppenpflanze, die in weiten Teilen Südeuropas und Vorderasiens vorkommt.
Im Altertum fand man ihn bereits im alten Ägypten und Griechenland, später auch bei den Römern. In Mitteleuropa fand er sich ab dem 8. Jahrhundert unter Karl dem Großen wieder. Im Mittelalter wird der Gartensalat als lactuca erwähnt, seine Form und die Verwendung sind aber unklar. In einem der ersten bebilderten Kräuterbücher der Renaissance unterscheidet Leonhart Fuchs drei Salat-Typen, darunter einen Kopfsalat. Eine der ersten Abbildungen des Kopfsalats findet sich 1586 (gedruckt erst 1626) bei Joachim Camerarius. Bedingt durch die große Nachfrage am Hof von Ludwig XIV. wurde der Kopfsalat nicht nur im Freiland, sondern auch in Gewächshäusern angebaut.
Besonders im nördlichen Europa und in Nordamerika wurde Kopfsalat angebaut, während im Mittelmeerraum Bindesalat und Sorten der Latin-Gruppe bevorzugt wurden. 1866 beschrieb Friedrich Alefeld 65 Salat-Sorten, davon 44 Kopfsalate. Körber-Grohne geht für 1995 noch von 30 in Deutschland erhältlichen Kopfsalat-Sorten aus.
In Österreich fand man Laibacher Eissalat um die Jahrhundertwende vom 19./20. Jahrhundert als mit krausigen Blättern, der noch vor dem Ersten Weltkrieg nach Graz fand. Durch Züchtungen dieses Eissalates entstand ein leicht süßlicher Krauthäuptel. Dieser wurde 1950 in das österreichische Zuchtbuch eingetragen. Als seltene landwirtschaftliche Kulturpflanze wurde der Grazer Krauthäuptelsalat in das Register der Traditionellen Lebensmittel eingetragen.

## Anbau

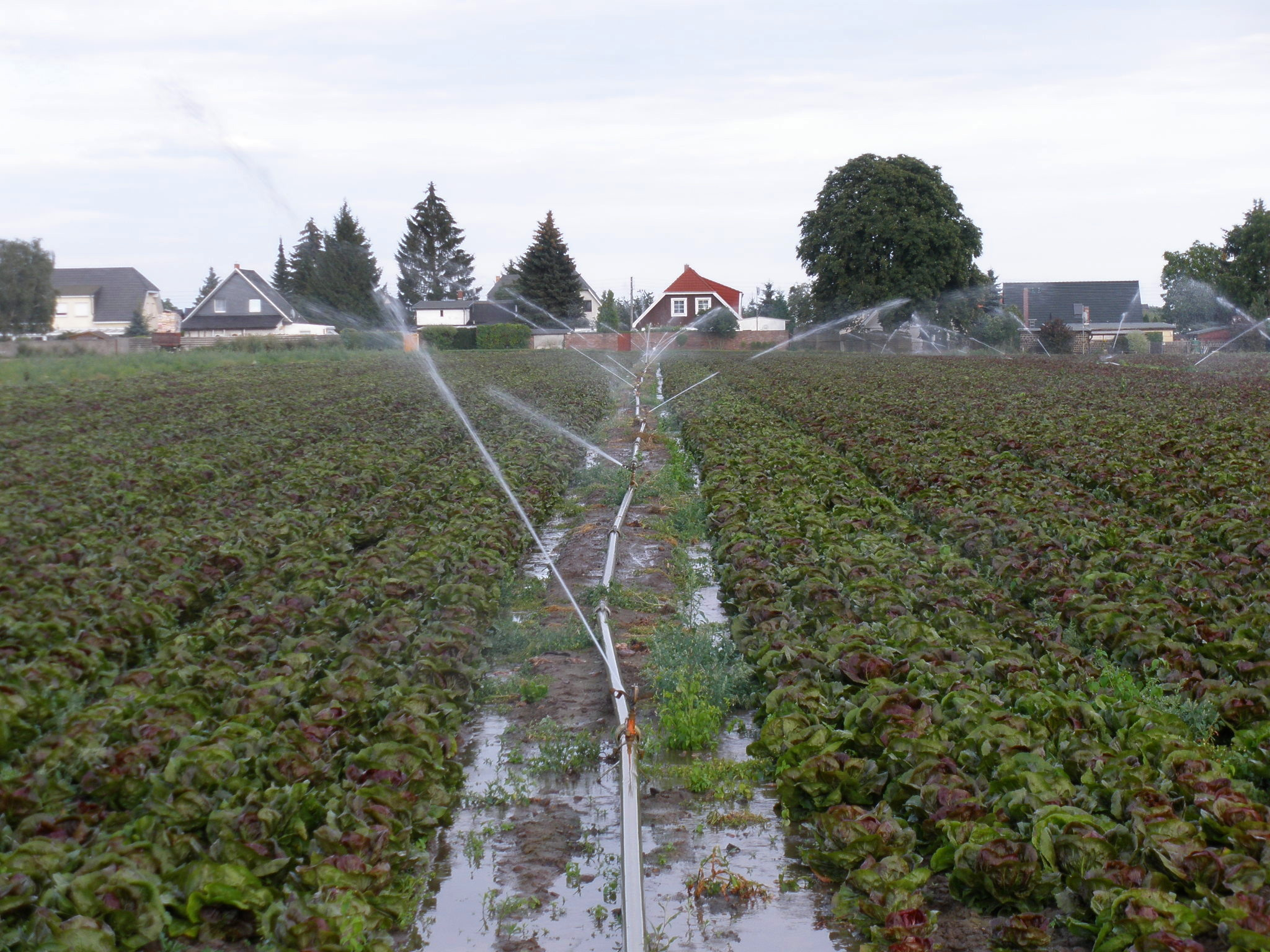
Kopfsalatfeld

Kopfsalat wird sowohl im Freien als auch in Gewächshäusern angebaut. In Gegenden mit milden Wintern können Sorten, die leichten Frost vertragen, schon im Herbst gesät werden, ansonsten beginnt der Freilandanbau in Mitteleuropa etwa Mitte März. Kopfsalat benötigt einen sonnigen Standort und regelmäßige Wasserversorgung ohne Staunässe, der pH-Wert des Bodens sollte nicht unter 5,5 betragen. Die Zeit bis zur Ernte hängt stark von der Temperatur ab und beträgt 60 bis 120 Tage.
Kopfsalat ist druckempfindlich und lässt sich nicht lange lagern. Bei einer Temperatur von 0 °C und einer relativen Luftfeuchte von 95 bis 98 % beträgt die Lagerzeit etwa acht bis zwölf Tage. Die Ernte erfolgt meist per Hand, oft werden die Köpfe sofort auf dem Feld einzeln in Plastikfolie eingepackt.
Körber-Grohne gibt für den Zeitraum von 1978 bis 1981 eine jährliche Produktion in der Bundesrepublik von 70.000 bis 75.000 Tonnen Kopfsalat an.

## Verwendung
Kopfsalat wird meistens roh als Blattsalat zubereitet, seltener als gekochtes Gemüse.

## Inhaltsstoffe
100 g Kopfsalat haben einen Brennwert von 58 kJ (13,8 kcal) und enthalten:
| Bestandteil   | Menge   |
| ------------- | ------- |
| Wasser        | 95,5 %  |
| Proteine      | 1,25 g  |
| Kohlenhydrate | 2,4 g   |
| Fette         | 0,21 g  |
| Ballaststoffe | 0,5 g   |
| Natrium       | 7 mg    |
| Magnesium     | 11 mg   |
| Phosphor      | 26 mg   |
| Kalium        | 260 mg  |
| Calcium       | 35 mg   |
| Eisen         | 1,8 mg  |
| Vitamin A     | 1065 IE |
| Vitamin B1    | 0,06 mg |
| Vitamin B2    | 0,06 mg |
| Vitamin C     | 8 mg    |
| Niacin        | 0,3 mg  |

## Belege